# Tórusz

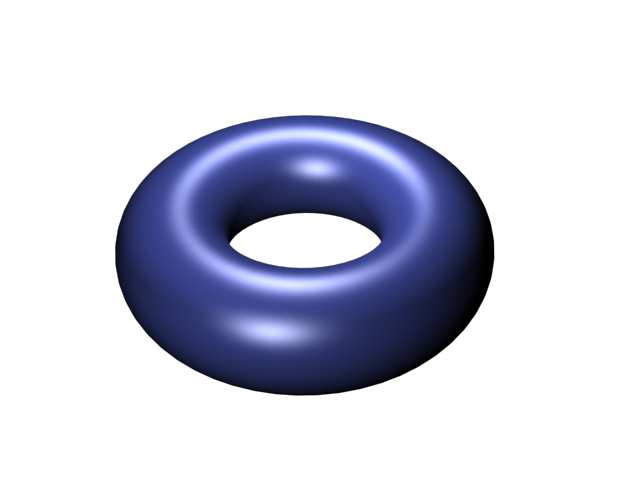
Tórusz

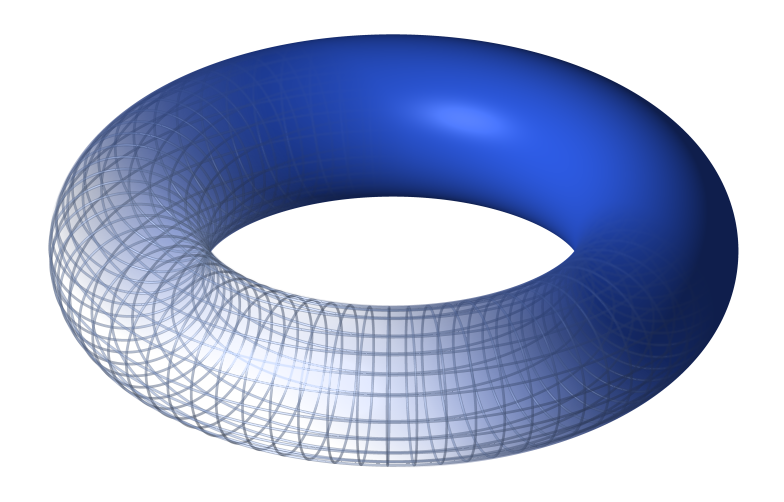
Rácsmodellel szemléltetett tórusz

A tórusz egy forgástest, amely egy körlemezt egy vele komplanáris (jelentése: egy síkban lévő) tengely körül elforgatva generálható. Tórusz alakú például a hulahop karika és a kerékpár belső gumija.

## Képletek

### Egyenletek
A tórusz egy lehetséges parametrizálása:
{\displaystyle x(r,\phi ,\theta )=(R+r\cos \phi )\cos \theta ,\,\!}
{\displaystyle y(r,\phi ,\theta )=(R+r\cos \phi )\sin \theta ,\,\!}
{\displaystyle z(r,\phi ,\theta )=r\sin \phi ,\,\!}
ahol {\displaystyle 0<r<R}, és {\displaystyle \phi ,\theta \in [0;2\pi )}.
Jelölje {\displaystyle r} a generáló kör sugarát, s jelölje {\displaystyle R} a forgástengely és a kör középpontjának távolságát.
Ekkor a tórusz pontjai az alábbi egyenlőtlenségnek tesznek eleget:
{\displaystyle \left(R-{\sqrt {x^{2}+y^{2}}}\right)^{2}+z^{2}\leq r^{2},\,\!}
Ebből gyöktelenítéssel adódik ez az ekvivalens formula:
{\displaystyle (x^{2}+y^{2}+z^{2}+R^{2}-r^{2})^{2}\leq 4R^{2}(x^{2}+y^{2}).\,\!}

### Térfogat és felszín
A tórusz térfogata ({\displaystyle V}) és felszíne ({\displaystyle A}) kiszámítható a Papposz–Guldin-tétel segítségével:
{\displaystyle V=2\pi ^{2}Rr^{2}=\left(\pi r^{2}\right)\left(2\pi R\right)\,}
{\displaystyle A=4\pi ^{2}Rr=\left(2\pi r\right)\left(2\pi R\right)\,}.
Fontos megjegyezni, hogy a tórusz felszíne és térfogata megegyezik egy hengerével, melynek magassága {\displaystyle 2\pi R}, alapkörének sugara pedig {\displaystyle r}. Ennek magyarázata az, hogy ha egy tóruszt elvágunk a generáló kör mentén, majd kinyújtjuk, akkor a belső oldal felület- és térfogat-veszteségeit kompenzálják a külső oldal nyereségei.

## Topológia

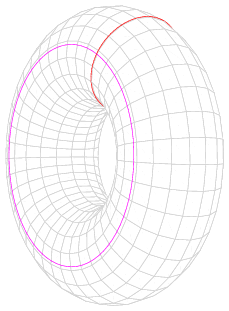
A tórusz, mint két kör szorzata

A tórusz topológiai szempontból zárt felület, ami két körvonal szorzataként írható le: S1 × S1.
A síkból tórusz kapható a következő reláció szerinti azonosítással:
(x,y) ~ (x+1,y) ~ (x,y+1).
Egy négyzet két-két szemben fekvő oldalpárjának azonosításával szintén tóruszt kapunk. Ezt nevezik lapos tórusznak.
A tórusz fundamentális csoportja a két kör fundamentális csoportjának direkt szorzata:
{\displaystyle \pi _{1}(\mathbb {T} ^{2})=\pi _{1}(S^{1})\times \pi _{1}(S^{1})\cong \mathbb {Z} \times \mathbb {Z} .}
Ha a tóruszt egy rajta ejtett lyukon át kifordítják, akkor újra tóruszt kapnak, aminek a szélességi és hosszúsági vonalai megcserélődtek.
A tórusz első homológiacsoportja izomorf a tórusz fundamentális csoportjával. Ez következik a Hurewicz-tételből, mivel a fundamentális csoport Abel.

## A tórusz szeletelése
Egy tórusz n síkkal legfeljebb 
{\displaystyle {\frac {1}{6}}\left(n^{3}+3n^{2}+8n\right)} részre darabolható. Ez az egész számok
egy különleges sorozata. (A003600 sorozat az OEIS-ben) A sorozat első tagjai: 1, 2, 6, 13, ha n 0-tól kezdődik.

## Színezés
Egy tóruszon levő térképet mindig ki lehet színezni legfeljebb hét színnel úgy, hogy a szomszéd területek színe különböző. Lásd még: négyszín-tétel a síkon.

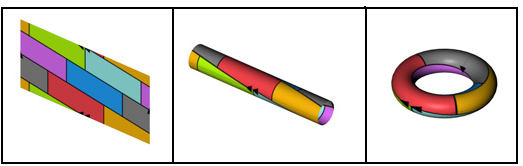
Az ábra hét, egymást kölcsönösen érintő területet mutat

## Általánosítás
A tórusz általánosítható magasabb dimenziókra is. Ezek az n dimenziós tóruszok, röviden n-tóruszok. Az eddigi tórusz a 2-tórusz.
Az n dimenziós tórusz előáll n kör topologikus szorzataként:
{\displaystyle \mathbb {T} ^{n}=\underbrace {S^{1}\times S^{1}\times \cdots \times S^{1}} _{n}.}
Az 1-tórusz a kör; a 2-tórusz ismert. A 3-tóruszt nehéz szemléltetni. 
Az általánosított tóruszt ugyanúgy le lehet írni Rn hányadostereként, mint a 2-tóruszt. Ez Rn hányadoscsoportja a Zn rács hatása szerint, ahol Zn eltolással (összeadással) hat. Az n-tórusz megkapható úgy is, hogy azonosítjuk egy hiperkocka egymással szemben fekvő lapjait.
Az n-tórusz fundamentális csoportja n rangú szabad Abel-csoport, k-adik homológiacsoportja {\displaystyle n \choose k} rangú szabad Abel-csoport. Ennek következménye, hogy az n-tórusz Euler-karakterisztikája minden n-re 0.